# Gifhorn
Gifhorn est une ville du Nord de l'Allemagne située dans le Land de Basse-Saxe (« Land Niedersachsen »).

## Jumelages
- Xanthi (Grèce)
- Korsoun-Chevtchenkivskyï (Ukraine)
- Dumfries (Écosse)
- Gardelegen (Allemagne)
- Hallsberg (Suède)

## Personnes liées à la ville
- Fabian Klos : joueur de foot allemand du Arminia Bielefeld.